# Salenioida
Salenioida é uma ordem monotípica de equinodermes cujo único membro extante é a família Saleniidae. As espécies que integram este agrupamento distinguem-se dos restantes ouriços-do-mar pela presença de uma larga placa apical na sua face aboral, com o ânus num dos seus lados. Apresentam grandes tubérculos entre as placas ambulacrárias, com outros mais pequenos naquelas placas.